# Francis Bryan
Sir Francis Bryan (* um 1490 in Cheddington, Buckinghamshire; † 2. Februar 1550 in Clonmel, Königreich Irland) war ein englischer Adliger, Diplomat, Günstling des Königs Heinrich VIII. und bis zu seinem Tod Lord Chief Justice of Ireland.
Bekannt unter dem Spitznamen Vicar of Hell (deutsch: Vikar der Hölle) gelang es Bryan auch unter den widrigsten Umständen, die Gunst des Königs zu behalten. Unter seinen Zeitgenossen war er bekannt für seine Redegewandtheit, seine unverblümte Ehrlichkeit gegenüber seinem Monarchen und seine Poesie. Über seine Mutter Margaret Bryan war er ein Cousin der Königinnen Anne Boleyn und Catherine Howard sowie ein Cousin zweiten Grades der Königin Jane Seymour.

## Jugend und erste Ämter
Francis Bryan war der älteste überlebende Sohn von Sir Thomas Bryan, Gutsherr von Ashbridge in Hertfordshire, aus dessen Ehe mit Margaret Bouchier, Tochter des Sir Humphrey Bourchier. Sein genaues Geburtsdatum ist unbekannt, doch gehen Historiker im Allgemeinen davon aus, dass er nicht viel jünger als Heinrich VIII. war und in Cheddington in Buckinghamshire das Licht der Welt erblickte. Um ungefähr 1500 wurde seine Schwester Elizabeth geboren, das Geburtsdatum seiner Schwester Margaret ist nicht bekannt. Sein Bruder Thomas starb vor 1508 und es ist ungewiss, ob er älter oder jünger als Bryan war. Über Bryans Kindheit besteht die Vermutung, dass er zumindest zeitweise im Haushalt von Sir Thomas Parr of Kendal lebte, einem Verwandten der Königin Catherine Parr, denn später bezeichnete Bryan ihn als seinen „besonderen Gönner“. Im Gegensatz zu anderen Höflingen der Renaissance besuchte er niemals eine Hochschule. Laut eigenen Angaben verstand er nur wenig Latein und hatte nur mangelnde „Kenntnis der Geschichte, was, wie ich bekenne, kaum zu verstehen ist für jemanden, der weniger Bildung besitzt, als ich es von mir behaupten kann.“ Dafür zeichnete er sich schnell als begnadeter, pointierter Redner aus.

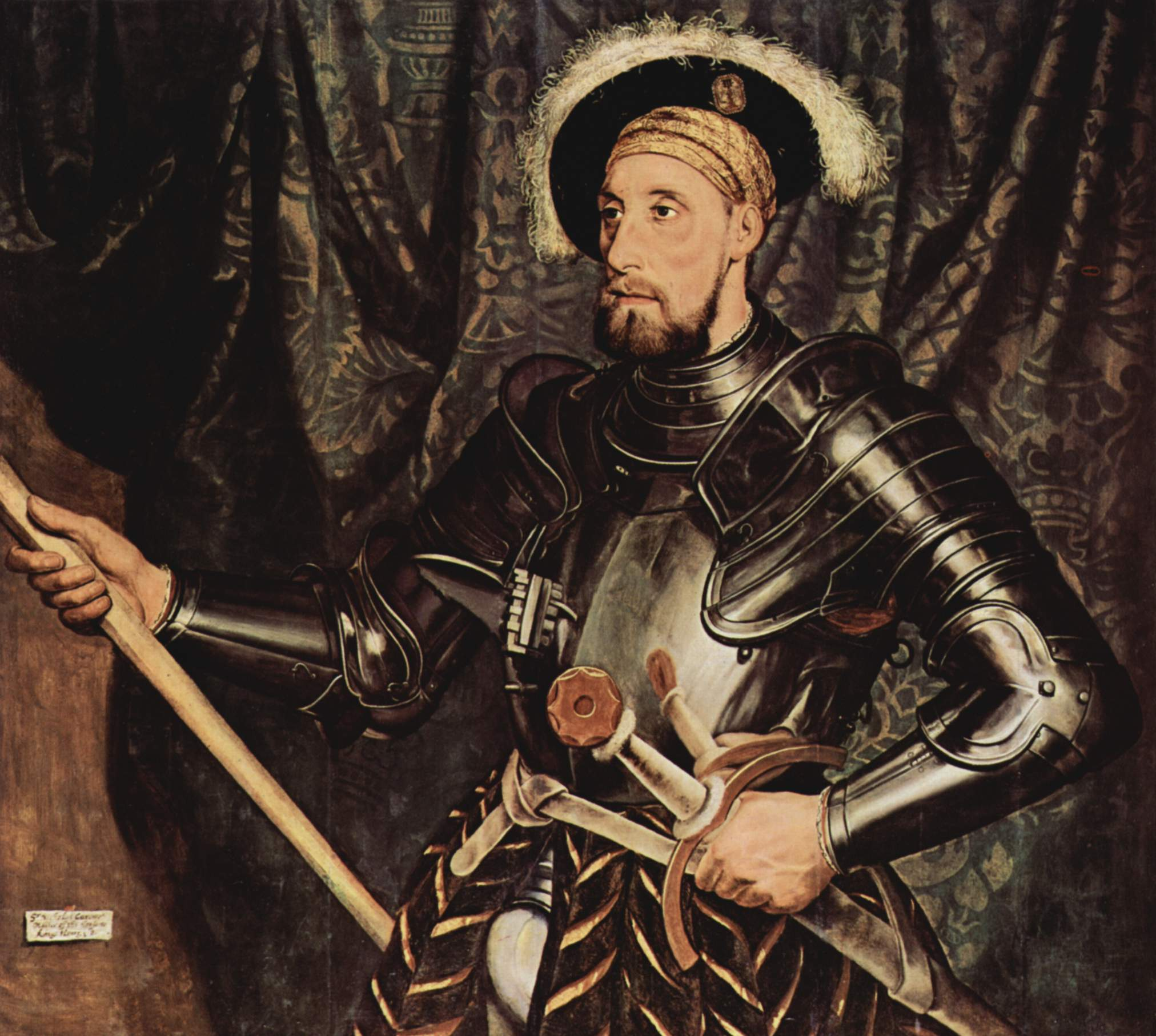
Sir Nicholas Carew, Schwager und Freund von Francis Bryan

Bereits früh standen die Bryans im Dienst der königlichen Familie. Bryans Vater diente zunächst Heinrich VII. und später auch dessen Sohn Heinrich VIII. als sogenannter Knight of the Body, eine Art zeremonieller Leibwächter und war zudem stellvertretender Kammerherr der Königin Katharina von Aragón. Obwohl nicht bekannt ist, wann genau Bryan zum ersten Mal selbst bei Hofe war, schreibt er, dass er noch „sehr jung“ war. Im April 1513 erhielt Francis Bryan sein erstes Kommando als Kapitän der Margaret Bonaventure unter der Admiralität seines Verwandten Sir Edward Howard. Nur ein Jahr später hatten Bryan und sein Schwager Nicholas Carew sich bereits fest bei Hofe integriert, denn der König lieh ihnen beiden Pferde und Rüstungen, möglicherweise für das beliebte Tjosten, in dem Bryan sich schnell einen Namen machte. Seine Mutter wurde 1516 zur Gouvernante der neugeborenen Prinzessin Maria ernannt und sollte später auch deren Geschwister Elisabeth und Eduard betreuen. Im selben Jahr erhielt Bryan vom König das Amt eines Mundschenks, eine ehrenvolle, aber auch verantwortungsvolle Position, da der Mundschenk für das leibliche Wohl des Königs verantwortlich war. Gleichzeitig sicherte sich Bryan durch dieses Amt regelmäßigen Zugang zum König.
Beim Tod seines Vaters erbte er 1518 dessen Besitzungen.

## Aufstieg bei Hofe
Als 1518 das Amt des Gentleman of the Privy Chamber, Gentleman der königlichen Privatgemächer, geschaffen wurde, verlieh Heinrich Bryan diesen Titel. Der junge König umgab sich gern mit Freunden und Favoriten, weshalb ein Posten in seinen Privatgemächern eine Garantie für politische Karriere und den Erhalt von Ämtern und Ländereien darstellte. Gleichzeitig erhielt Bryan das Amt des Master of the Toils, das er bis zu Heinrichs Tod behalten sollte. Fortan war es Bryans Aufgabe, dem König in dessen Privatgemächern zu dienen, ihm beim Ankleiden zu helfen und ihn zu unterhalten. Im Gegensatz zu anderen Höflingen gab sich Bryan keine Mühe, seinem Monarchen zu schmeicheln. Stattdessen erarbeitete er sich den Ruf, dem König stets die ungeschminkte Wahrheit zu sagen. Obwohl er nie in Rhetorik unterrichtet worden war, besaß er großes Talent darin, sich in Worten auszudrücken und sagte selbst, dass es ihn eine Woche kosten würde, das aufzuschreiben, was er in einer Stunde sagen konnte.

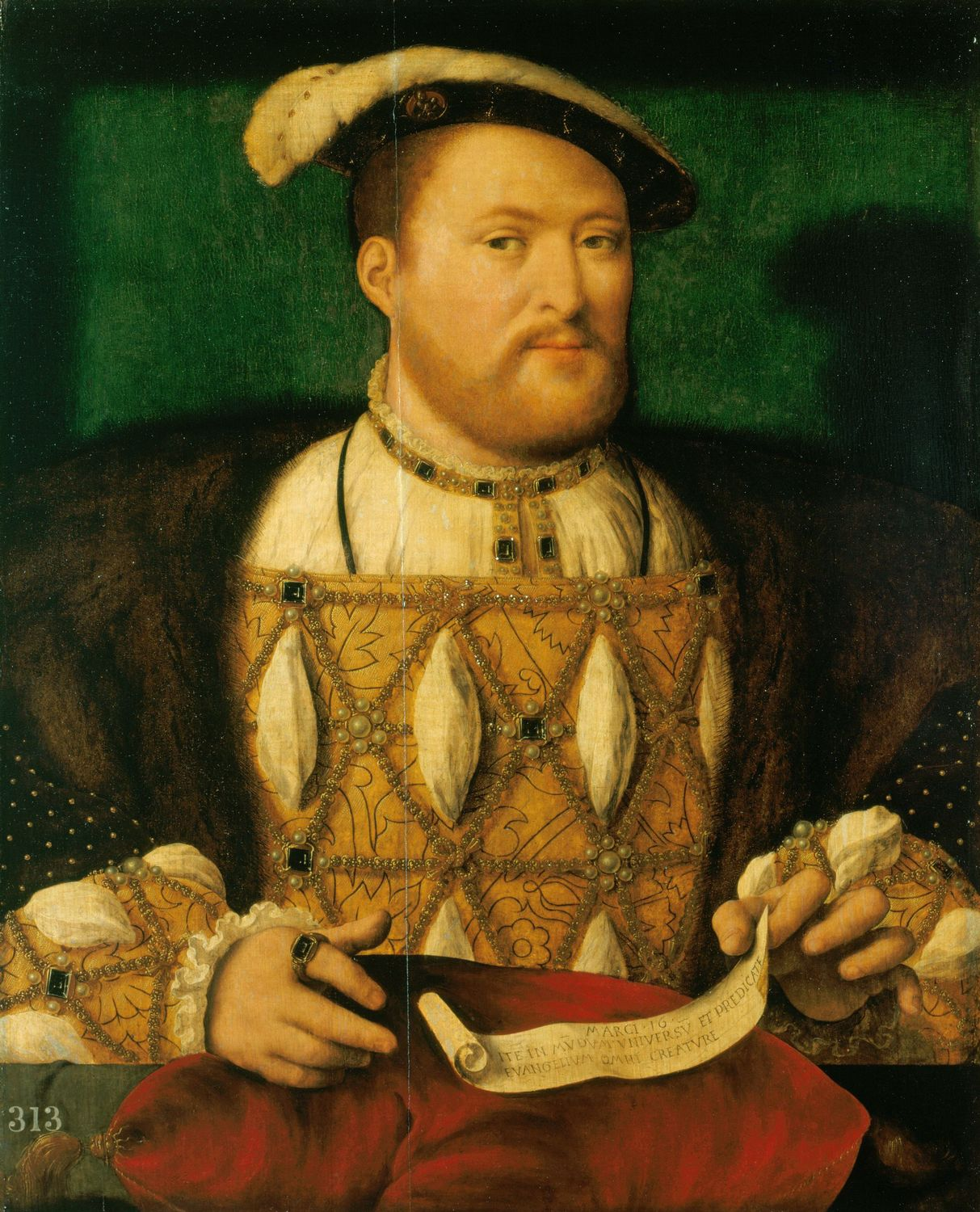
König Heinrich VIII.

Seine Vertraulichkeit mit dem König alarmierte die konservativen Kräfte des Hofes. Sie beobachteten die stetig wachsende Anzahl der königlichen Favoriten und deren Einfluss auf den jungen Heinrich mit Argwohn. Hinzu kam, dass Bryan sich zusammen mit seinem Schwager Nicholas Carew und seinem Freund Edward Neville bei seiner ersten Mission in Frankreich verkleidet in den Straßen von Paris herumgetrieben und mit Franzosen Streit angefangen hatte. Als sie zurückkehrten, bezeichnete man sie als „völlig französisch in ihrer Art zu essen, zu trinken und sich zu kleiden“ und bewandert „in den französischen Lastern und Prahlereien“ sowie „völlig verliebt in den französischen Hof“. Im Mai 1519 wurden Carew und Bryan daher vom Hof verbannt. Heinrich jedoch schien ihnen rasch verziehen zu haben, denn im Oktober wurden die beiden wieder im königlichen Haushalt verköstigt.
Es blieb keineswegs Bryans einzige Reise nach Frankreich. 1520 begleitete er den König zum Treffen des Camp du Drap d’Or und im Juli 1522 gehörte er zu den englischen Streitkräften in der Bretagne unter dem Kommando seines Onkels Thomas Howards, wo er am 22. Juli zum Knight Bachelor geschlagen wurde. In diesem Jahr fand auch Bryans erste Heirat statt. Seine Braut war die verwitwete Philippa Fortescue, Tochter und Erbin von Humphrey Spice von Black Notley in Essex. Philippa hatte bereits einen Sohn aus ihrer ersten Ehe mit John Fortescue: Henry Fortescue von Faulkbourne. Zunächst kaufte Bryan die Vormundschaft des Jungen, verkaufte sie letztendlich aber an Sir Andrew Windsor.
Um 1529 herum hatte Francis Bryan eine stattliche Anzahl von Ämtern und Vergütungen gesammelt. Durch seine Heirat hatte er sich einen lebenslangen Anspruch auf die Zinsen der Faulkbourne-Ländereien gesichert, der erst nach seinem Tod auf Henry Fortescue überging. 1524 hatte er in Essex staatliche Gelder eingesammelt und in den Jahren darauf gehörte er in Buckinghamshire und Bedfordshire zu den sogenannten Commissions of the Peace, was einem Schiedsamt zur Schlichtung von lokalen Streitigkeiten entsprach. Seit 1526 war er Heinrichs oberster Mundschenk und hatte zudem die Oberaufsicht über Heinrichs Pagen inne. Zu seinem Amt gehörte auch die Ausbildung der königlichen Mündel. Im selben Jahr wurde er allerdings durch Kardinal Wolseys Umstrukturierung des königlichen Haushaltes erneut aus der Privy Chamber entfernt, was möglicherweise Bryans Motiv war, sich später gegen den Kardinal zu stellen. Wenig später erlitt Bryan einen Unfall in einem Tjostturnier, was ihn ein Auge kostete.

## Unterstützung Anne Boleyns
Als Francis Bryans Cousine Anne Boleyn das Herz des Königs gewann, unterstützte Bryan sie in ihrem Vorhaben, Königin von England zu werden. Ihre Mütter Margaret Bryan und Elizabeth Boleyn waren Halbschwestern und sowohl Anne als auch Heinrich vertrauten ihm. Es wird angenommen, dass Bryan seine erneute Ernennung zum Gentleman der Privy Chamber 1528 dem Einfluss seiner Cousine zu verdanken hatte. Fest steht allerdings nur, dass nach dem Massensterben durch den Englischen Schweiß einige Positionen neu besetzt werden mussten und Bryan war als Freund des Königs eine naheliegende Wahl. Er übernahm den Posten des verstorbenen William Carey, dem Ehemann von Annes Schwester Mary Boleyn.
Heinrich entsandte ihn zudem oft gen Rom oder Frankreich, um seine Scheidung von Katharina von Aragon voranzutreiben. Nach der Plünderung Roms durch Katharinas Neffen Karl V. begleitete Bryan Kardinal Wolsey nach Frankreich, um dort mit dem französischen König zu beraten. Im August wurde er entsandt, um den Kardinal Lorenzo Campeggi nach England zu geleiten, wo dieser über die Gültigkeit von Heinrichs Ehe mit Katharina entscheiden sollte. Campeggi allerdings kam zu keinem für den König befriedigenden Ergebnis, sondern reichte die Entscheidung zurück nach Rom, was viele Kardinal Wolsey anlasteten.

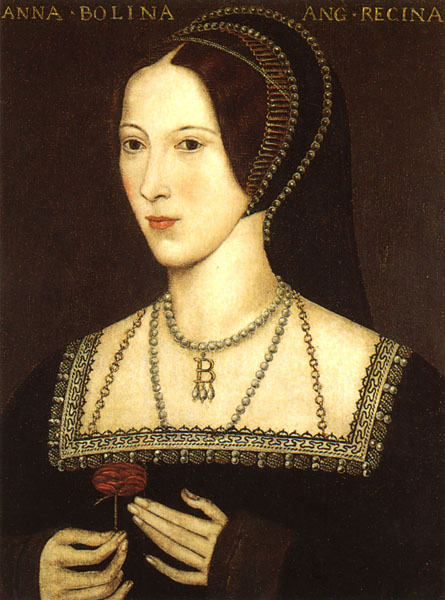
Anne Boleyn, Cousine und Verbündete Francis Bryans

Im November 1528 wurde Bryan als Sonderbotschafter nach Rom geschickt, um Papst Clemens VII. zu überzeugen, Heinrichs erste Ehe zu annullieren. Auf dem Weg nach Rom war Bryan auch bei Franz I. zu Gast, der ihn warnte, dass „einige Berater“ des Königs – vermutlich Kardinal Wolsey – sich der Scheidung widersetzten, was Bryan an Heinrich weiterreichte, bevor er sich weiter nach Rom begab. In Rom angekommen wurde Bryans Geduld auf eine harte Probe gestellt, da der Papst krank war und ihn nicht empfangen konnte. Hinzu kamen die politischen Umstände, die Intrigen schürten. Im Januar 1529 schrieb Bryan missmutig an den König: 

„Seit zwölf Tagen sind wir hier und können nicht mit dem Papst sprechen. Falls er inzwischen gestorben ist, wäre es eine Schurkerei. Für den Fall seines Todes hat Master Gregory unglaubliche Mühen auf sich genommen, damit wir einen Papst bekommen, der zu unseren Gunsten entscheidet. Der schmeichelnde Kardinal lässt den Papst glauben, der Kaiser würde diesen Sommer kommen und ihm Vecchiano und Ostia zurückgeben. Der Papst ist und bleibt ein guter Kaiserlicher, weshalb ich mich frage, ob es besser ist, ihn leben oder sterben zu lassen, denn ich wähne, einen schlimmeren für unsere Angelegenheiten könnten wir kaum finden. Es heißt hier, Campeggi ist durch und durch kaisertreu und für Eure Sache haben sie Euch somit den Bock als Gärtner geschickt.“

Wie er dem König später berichtete, versuchte er zunächst mit ehrlichen, dann auch mit unehrlichen Mitteln den Papst zu überzeugen. Es kursierte sogar das Gerücht, der als Schürzenjäger bekannte Bryan hätte, um an Informationen zu gelangen, mit einer päpstlichen Kurtisane geschlafen. Neben den Schreiben an den König hielt Bryan auch Briefkontakt zu Anne Boleyn aufrecht. Spätestens 1529 war jedoch klar, dass der Papst nicht gewillt war, Karl V. zu verärgern, indem er der Annullierung zustimmte. Bislang hatte er eine endgültige Entscheidung hinausgezögert, um sich sowohl Heinrich als auch Karl gewogen zu halten, doch letztendlich stellte Bryan ernüchtert fest: „Es mag in seinem Vaterunser vorkommen, aber nicht in seiner Überzeugung.“ Er fügte hinzu, dass der Papst nichts für Heinrich tun würde und dass jeder, der dem König etwas anderes erzählt hatte, ihn in die Irre geführt hatte, was Wolsey indirekt belastete.
Nach seiner Rückkehr nach England wurde er als Botschafter nach Frankreich entsandt, wo er sich weiterhin für die Sache Heinrichs einsetzte und versuchte, eventuelle Übereinkünfte zwischen Karl V. und Franz I. zu sabotieren. Obwohl er kein Latein beherrschte, was damals häufig als Verkehrssprache an den Höfen benutzt wurde, gelang es ihm rasch, sich als Botschafter zu etablieren, da er schnell Franz’ Vertrauen gewann. Bryan erhielt regelmäßig Zugang zum französischen König und war ihm gegenüber genauso offen wie Heinrich. 1532 war Bryan schließlich wieder am englischen Hof und ging seinen Pflichten als Gentleman der Privy Chamber nach. Im Gegensatz zu seinem Schwager Nicholas Carew begleitete Bryan den König und Anne Boleyn jedoch nicht auf ihrer Reise nach Calais im Oktober. Weitere kurze Reisen nach Frankreich 1533 beinhalteten einen Versuch, Franz von einem Treffen mit dem Papst abzubringen und die Übermittlung der Nachricht, dass Heinrich vom Papst exkommuniziert worden war.
Als im selben Jahr Thomas Cranmer Heinrichs Ehe mit Katharina von Aragón zu Anne Boleyns Gunsten auflöste, sagte Francis Bryan gegen Heinrichs verstoßene Königin aus, woraufhin sie für „ungehorsam“ erklärt wurde, während man über Bryan sagte, dass „seine Gegenwart schon in verschiedenen Fällen Gutes hätte bewirken können“. Bryan war zwischen 1529 und 1545 als Knight of the Shire für Buckinghamshire Abgeordneter im House of Commons, dem Unterhaus des englischen Parlaments. Laut einer Liste war er maßgeblich an den Gesetzesentwürfen über die neue Definition von Hochverrat beteiligt.

## Unter Verdacht

### Der Fall Anne Boleyns
Im Jahr 1534, ein Jahr nach der Geburt ihrer Tochter Elisabeth, erlitt Anne Boleyn eine Totgeburt. Bryan distanzierte sich in dieser Zeit von den Boleyns, was sich in einem Streit mit Annes Bruder George Boleyn, Viscount Rochford, äußerte. Historiker vermuten, dass er zum einen nicht mit der Königin fallen wollte und zum anderen war Bryan anders als die Boleyns ein überzeugter Anhänger der römisch-katholischen Religion. Nachdem er die letzten Monate des Vorjahres wieder in Frankreich verbracht hatte, kehrte er 1536 an den Hof zurück, begab sich allerdings im April nach Buckinghamshire. Als seine Freunde und Kollegen Thomas Wyatt, George Boleyn, Francis Weston, Henry Norris und William Brereton verhaftet wurden, erhielt auch Bryan vom Lordsiegelbewahrer Thomas Cromwell die Aufforderung, bei Hofe zu erscheinen und eine Aussage zu machen. Allerdings hatte sein Freund Wyatt ihm bereits eine mit dem Ecclesiasticus verschlüsselte Warnung aus dem Tower zukommen lassen, die Bryan dank seiner Bibelkenntnisse mühelos entziffern konnte.

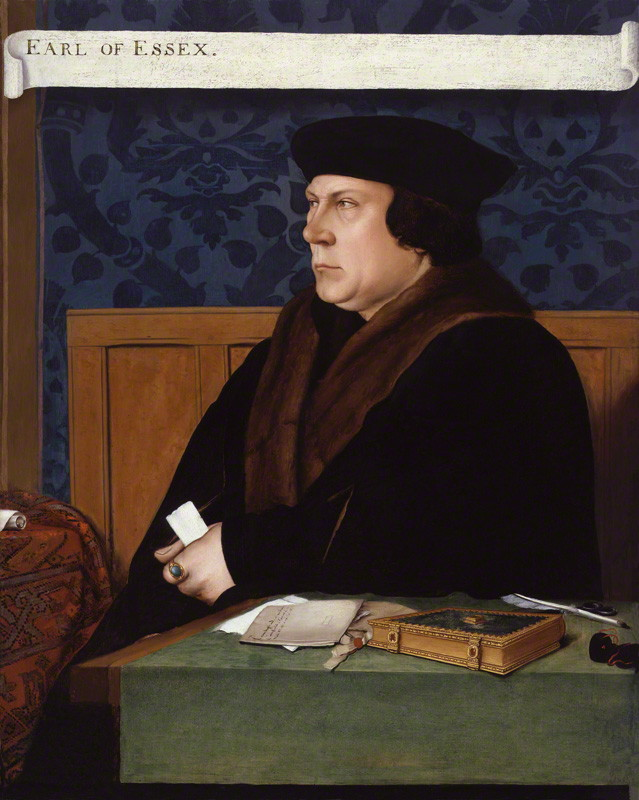
Thomas Cromwell, zeitweiliger Verbündeter Francis Bryans

Aufgrund von Wyatts Warnung ahnte Bryan wahrscheinlich bereits, dass er als naher Verwandter Anne Boleyns nun ebenfalls unter Verdacht stand. Wie er später dem befreundeten Abt Robert Hobbes von Woburn Abbey erzählte, „wunderte er sich sehr, doch da er seine Pflicht gegenüber seinem Fürsten kannte, zögerte er nicht, sondern begab sich direkt zum Lordsiegelbewahrer und dann zum König und nichts Belastendes gegen ihn wurde gefunden.“ Etwas verwundert entgegnete Hobbes, dass es dennoch seltsam gewesen wäre, dass Cromwell einen so entschiedenen Befehl stellen konnte, doch Bryan entgegnete: „Was denn? Er muss seinem Herren gehorchen und ich versichere Euch, dass es keinen weiseren Mann als ihn gibt, um die Angelegenheiten des Königs zu regeln. Ich bete, dass Gott sein Leben schützen möge.“ Diese fromme Redewendung wiederholte er mehrere Male, auch in Cromwells Gegenwart. Auf die Frage des Abtes, warum er sich Cromwell so verbunden fühlte, entgegnete Bryan: „Weil er mit dem König gesprochen hat.“
Aus diesen Worten Bryans, sowie der Tatsache, dass Cromwell ihn anschließend in einem Brief an Stephan Gardiner Vicar of Hell (deutsch: Vikar der Hölle) nannte, schließen einige Historiker, dass Bryan dank eines Abkommens mit Cromwell seine Haut gerettet hatte. Ein Indiz dafür ist die Tatsache, dass Bryan nach dem Gespräch mit Cromwell den König sehen durfte, was keinem anderen Verdächtigen vergönnt gewesen war. Andere wiederum halten es für möglich, dass Bryans Verhör eine bloße Scharade war, um Cromwells Intrige gegen Anne Boleyn den Anschein einer normalen Untersuchung zu geben, in deren Verlauf sich auch die Unschuld einiger Beteiligter herausstellt. Als Beweis für diese These wird häufig angeführt, dass Francis Bryan derjenige war, der Jane Seymour am 17. Mai die Nachricht von Annes Verurteilung nur wenige Stunden nach Urteilsverkündung überbrachte.
David Starkey vertritt die These, dass Bryans Überleben das Ergebnis eines Abkommens zwischen Thomas Cromwell und der konservativen Fraktion war, angeführt von Bryans Schwager Nicholas Carew. Auf diese Weise erklärt Starkey auch das Überleben Thomas Wyatts, der Cromwells Verbündeter und ein Befürworter der Boleyns war. Möglicherweise, so Starkey, verzichtete die konservative Fraktion für Bryans Leben im Gegenzug darauf, auch Wyatt den Prozess zu machen. In jedem Fall profitierte Bryan von Anne Boleyns Fall, da er am 13. Mai das Oberhaupt der Gentlemen der Privy Chamber wurde. Obendrein wurden ihm Teile des Vermögens von George Boleyn und Henry Norris nach deren Verurteilung zugesprochen, unter anderem 100 Pfund aus dem Einkommen der Diözese von Winchester, sehr zum Ärger Stephan Gardiners.

### Pilgrimage of Grace
Bryan hatte Anne Boleyns Fall überstanden, doch schon bald wurde seine Loyalität zum König erneut auf die Probe gestellt. Nachdem Heinrich sich 1535 zum Oberhaupt der englischen Kirche ausgerufen hatte, begann er nun die Auflösung der englischen Klöster in die Wege zu leiten. Wie sein Schwager Nicholas Carew gehörte Bryan jedoch dem konservativen Flügel an und er hielt nicht viel von der Reformation. Er bestand darauf, in seinem Haushalt niemanden zu dulden, der der „neuen Lehre“ anhing und seit Buckinghamshire seiner Kontrolle unterstand, hatte er in den Chiltern Hills Ketzer gejagt. Trotz dieser ablehnenden Haltung war Bryan allerdings fasziniert von Bibelübersetzungen und war Mäzen diverser Gelehrter, die im Gegensatz zu ihm Griechisch verstanden und ihm Übersetzungen anfertigten. Sowohl er als auch Carew galten als Sympathisanten und Unterstützer der katholischen Prinzessin Maria, was in den Vorwurf gipfelte, er versuche sie wieder in die Thronfolge einzugliedern. Bryan wurde einem Verhör unterzogen, in dessen Verlauf er zwar zugab, dass Carew und andere Mitglieder der Privy Chamber hofften, dass Maria wieder in die Thronfolge aufgenommen wurde. Allerdings wäre es natürlich, so Bryan, am besten, wenn der König mit seiner neuen Ehefrau einen Sohn bekäme. Auf die Frage, ob er glaube, dass Maria im Guten Glauben gezeugt worden war – was sie legitimiert hätte, selbst wenn die Ehe ihrer Eltern tatsächlich ungültig gewesen war – behauptete Bryan, er hätte „besagten Terminus niemals verstanden“.

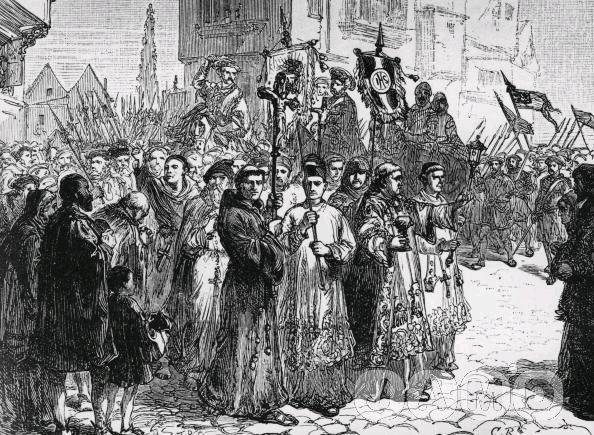
Die Pilgrimage of Grace

Auch die Bevölkerung war unzufrieden mit der Reformation. Besonders im Norden Englands kam es zu Aufständen. In Lincolnshire konnte die Rebellion durch die Drohung mit militärischen Maßnahmen aufgelöst werden. Doch unmittelbar darauf entstand dem König im Herbst 1536 eine neue Bedrohung im sogenannten Pilgrimage of Grace unter Robert Aske, über den Bryan trocken sagte: „Ich kenne ihn zwar nicht und er mich auch nicht, aber wir beide haben zusammen nur zwei Augen.“ Unter der Führung Thomas Howards wurden Streitkräfte gen Norden geschickt. Bryan, der sich nach wie vor bewähren musste, fungierte als Sendbote und hielt den König über die Strategie seines Onkels, Begnadigungen anzubieten und Zeit zu gewinnen, auf dem Laufenden. Dennoch lagen Bryans Sympathien eher auf Seiten der Rebellen. Er selbst wurde von Klöstern als Patron betrachtet und war mit Robert Hobbes befreundet, dem Abt von Woburn Abbey. Trotz seines ungezügelten Lebensstils war er sehr gläubig und sein Motto lautete Je tens grace – Ich suche Erlösung. Thomas Wyatt, der ihm eine Satire widmete, sagte in ihr über seinen Freund, dass er stets versuchte, „neben gottesfürchtigen Dingen einen ehrlichen Namen zu haben“.
Nach dem blutigen Ende des Pilgrimage of Grace wurde Francis Bryan im April 1537 einmal mehr nach Frankreich geschickt. Der Papst war außer sich über die Niederschlagung des Aufstands und hatte daher Reginald Pole entsandt, um die nach wie vor katholischen Königreiche zum Krieg gegen das ketzerische England aufzustacheln. Bryans offizielle Mission war zu verhindern, dass Franz I. Pole empfing. Inoffiziell hatte er den Auftrag Pole entweder festzunehmen oder sogar zu ermorden. Der päpstliche Gesandte entkam dem Anschlag allerdings und viele vermuteten, dass Bryan selbst ihn vorgewarnt hatte.

### Diplomatische Misserfolge

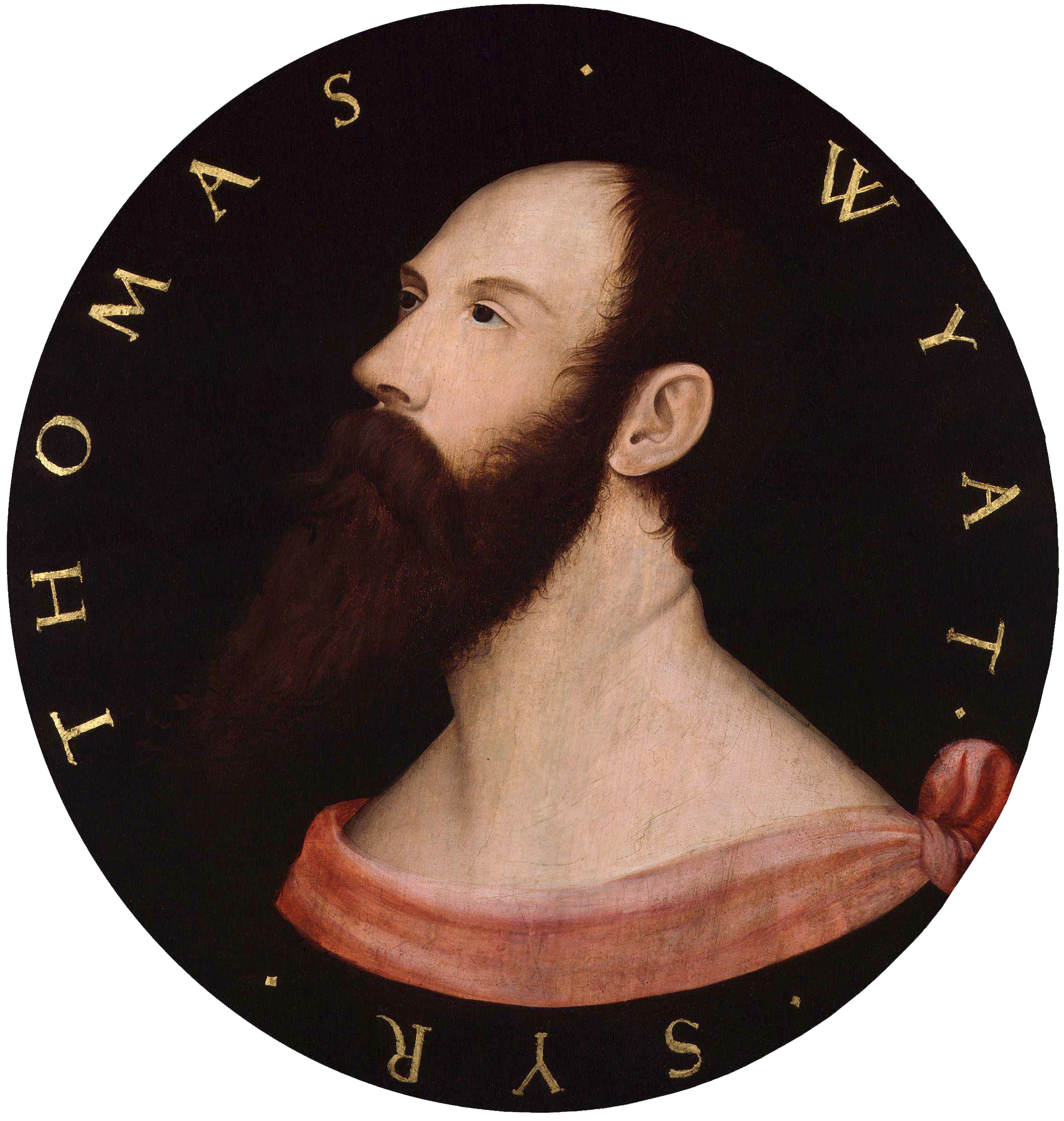
Thomas Wyatt von Hans Holbein dem Jüngeren

Während einer weiteren Mission auf dem Kontinent im Mai des nächsten Jahres geriet Bryan einmal mehr ins Kreuzfeuer, als Woburn Abbey näher untersucht wurde. Bryan war Verwalter des Klosters und eng mit dem Abt Robert Hobbes befreundet, der nun unter Anklage des Hochverrats stand und hingerichtet wurde. Hinzu kam, dass Bryan auf seiner Mission kläglich scheiterte. Franz I. und Karl V. hatten ein Treffen anberaumt, um einen Vertrag zu schließen, der England bedrohte. Bryan als französischer und Thomas Wyatt als kaiserlicher Botschafter trafen sich gemeinsam mit den Monarchen in Nizza und versuchten dort, einen Vorteil für England zu erringen. Doch nun weigerte sich Franz, Bryan zu empfangen. Frustriert und handlungsunfähig wandte sich Bryan seinen alten Lastern zu, verhielt sich undiplomatisch, betrank sich und spielte so exzessiv, dass Wyatt sich gezwungen sah, ihn auszulösen. Beide waren in dieser Situation nicht in der Lage, Heinrichs Interessen so zu vertreten wie der König es wünschte und Bryan fiel in Ungnade.
Wieder in England musste sich Bryan dem Zorn des Königs stellen, der eine Untersuchung anberaumte. Bryan war gezwungen, all seine Ämter und Einnahmen offenzulegen und Cromwell, dem Bryans Einfluss missfiel, suchte nach Beweisen, dass Bryan heimlich für die Versöhnung mit Rom arbeitete, so wie es sein Schwager Nicholas Carew getan hatte. In dieser Zeit wurde Bryan schwer krank. Er verlor sein Amt als oberster Gentleman der Privy Chamber und wurde stattdessen von seinem eigenen früheren Diener Anthony Denny ersetzt. Um seine Loyalität zum König zu beweisen, saß Bryan am 14. Februar 1539 in der Jury, die seinen Schwager und Freund Nicholas Carew wegen seiner angeblichen Beteiligung an der Exeter-Verschwörung des Verrats für schuldig befand und zum Tode verurteilte. Einmal mehr war er mit heiler Haut davongekommen, doch sein Einfluss hatte stark gelitten und seine Zeit als Botschafter in Frankreich war zu Ende. Einzig 1543 wurde er noch einmal auf diplomatische Mission geschickt, diesmal zu einem Treffen mit Karl V.

## Die letzten Jahre
Die nächsten Jahre konzentrierte Francis Bryan sich auf seinen Dienst in der Privy Chamber und die Mehrung seines eigenen Vermögens. In Bedfordshire und Buckinghamshire waren Klöster aufgelöst und deren Besitztümer neu verteilt wurden, wovon auch er profitierte. Nach dem Sturz Thomas Cromwells ging es mit Bryans Karriere wieder bergauf, möglicherweise durch den erstarkenden Einfluss der konservativen Kräfte, die sich um Bryans Cousine, Königin Catherine Howard, scharten. 1542 stellte er 200 Männer gegen den Krieg mit Schottland zur Verfügung. Catherine Howards Sturz überlebte Bryan erneut unbeschadet. In dieser Zeit starb auch seine Ehefrau Philippa.
Im Januar 1543 segelte Francis Bryan als Vizeadmiral der königlichen Flotte zum Firth of Forth in dem Versuch Claude de Lorraine abzufangen, den Vater der schottischen Königsgemahlin Marie de Guise. Als auf See ein Sturm aufkam, handelte Bryan eigenmächtig und verstieß damit gegen die Befehle des Lord High Admiral John Dudley. Sein Kommando wurde Ende Februar zurückgezogen. Im Krieg gegen Frankreich 1544 gehörte Bryan zur Nachhut der englischen Armee und war einer der Feldherren, die die Belagerung Montreuils im September durchführten.

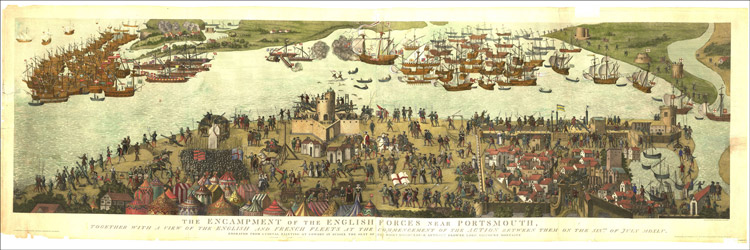
Die Seeschlacht von Solent zwischen Engländern und Franzosen 1545

Als im Sommer des nächsten Jahres die Franzosen die Engländer in Seegefechte im Solent verwickelten, überwachte Bryan zusammen mit seinem ebenfalls einäugigen Freund John Russell, 1. Earl of Bedford, die Verteidigungsanlagen der Südküste. Während der Seeschlacht im Solent eroberten die Franzosen für eine kurze Zeit die Isle of Wight und versenkten das englische Kriegsschiff Mary Rose unter dem Kommando von Sir George Carew, einem Verwandten Nicholas Carews. Dennoch gelang es ihnen nicht, die Südküste einzunehmen und im August zog sich das französische Heer aus englischem Hoheitsgebiet zurück.
1546, nach Beendigung der Feindseligkeiten, nahm Francis Bryan am Empfang des französischen Admirals teil. Im selben Jahr wurde sein Cousin Henry Howard, Earl of Surrey wegen Hochverrats verhaftet, weshalb sich Bryan, als die Situation kritisch wurde, auf die Seite der Seymours schlug. Während Surrey und sein Vater Norfolk zum Tode verurteilt und ihre Besitztümer konfisziert wurden, war Bryan nach wie vor unbehelligt und genoss ein stattliches Einkommen von 888 Pfund pro Jahr. Nach der Hinrichtung Surreys erbte Bryan dessen goldenen Umhang. Gemeinsam mit seinem Verbündeten Edward Seymour zog Bryan im September 1547 in den Krieg gegen die Schotten und wurde dort im Feldlager vor Roxburgh zum Knight Banneret geschlagen.
1548 heiratete Bryan seine zweite Ehefrau Joan Fitzgerald († 1565), Witwe des James Butler, 9. Earl of Ormonde und Tochter des James FitzGerald, 11. Earl of Desmond, die als die mächtigste Witwe Irlands galt. Auf diese Weise sicherte sich Bryan die Verwaltung der Ländereien seines noch minderjährigen Stiefsohnes Thomas Butler, 10. Earl of Ormonde. Durch seine Heirat besaß er nun eine gewisse Autorität im Süden von Leinster. Seine Frau allerdings war eher ihren Verwandten, den FitzGeralds of Desmond, zugeneigt und einigen Theorien zufolge arbeitete sie mitunter mit irischen Rebellen der Desmond-Rebellionen zusammen. Zusätzlich übte Bryan nun auch das Amt des Lord Marshal of Ireland aus und hatte damit die königlichen Truppen unter seinem Kommando. Der Lord Deputy Sir Edward Bellingham protestierte heftig gegen Bryans Ernennung und nannte ihn einen Glücksritter, der sich Ländereien, Gebühren und den königlichen Schatz unter den Nagel gerissen hätte. Auch wurde behauptet, sein Kommando hätte den jungen König Eduard VI. über 40.000 Pfund gekostet. Dennoch erarbeitete Bryan sich einen Ruf der Redlichkeit in Irland und bestand darauf, das Gesetz nicht zu beugen.
Am 27. Dezember 1549 erhielt er den Titel und das Amt des Lord Chief Justice of Ireland. Nur wenig später starb er überraschend am 2. Februar 1550 in Clonmel. Am englischen Hof hieß es, seine letzten Worte wären gewesen: „Ich bitte euch, lasst mich bei den guten Gesellen von Waterford beerdigen“, die einen Ruf als gute Trinker hatten.

## Nachkommen
Es ist umstritten, wie viele Kinder Francis Bryan tatsächlich hatte. Einer Quelle zufolge hatte Bryan einen Sohn namens Edmund aus der Ehe mit Philippa Spice und die Kinder Francis und Elizabeth Bryan aus seiner Ehe mit Joan Butler. Laut einer anderen Quelle hingegen blieben die Ehen kinderlos und sein um 1548 erwähnter Sohn war illegitim.

## Nachruf
Von Francis Bryan gibt es keine zeitgenössischen Porträts, allerdings wurde ihm von seinem Freund, dem Dichter Thomas Wyatt, eine Satire gewidmet.
| Bryan ... who knows how great a grace In writing is to counsel man the right. To thee ... that trots still up and down And never rests, but running day and night From realm to realm, from city, street and town, Why dost thou wear thy body to the bones? | Bryan ... der du weißt, wie groß die Gnade Des Schreibens ist, dem Menschen gut zu raten. An dich ... der du noch immer auf und ab eilst Und niemals ruhst, du rennst doch Tag und Nacht Von Reich zu Reich, aus Stadt, Straße und Ort, Was schindest du deinen Körper bis auf die Knochen? |  |

Roger Ascham, Tutor der Prinzessin Elisabeth, bezeichnete Bryan als „ewig jung“, selbst im fortgeschrittenen Alter, wo er als „hager und ausgetrocknet ohne Feuchtigkeit“ bezeichnet wurde. Sein Ruf in Europa blieb zweischneidig. Einerseits war er einer der wenigen, die sich nicht scheuten, Fürsten die ungeschminkte Wahrheit zu sagen, andererseits erhielt er durch sein Verhalten beim Fall Anne Boleyns den Spitznamen „Vikar der Hölle“, den er nie wieder verlieren sollte. Ein Grund dafür war Nicholas Sanders’ prokatholische Veröffentlichung Origin and Progress of the English Schism im Jahr 1585, in der Bryan seinem Spitznamen alle Ehre macht. Ebenso kommt er in Nicolaus Vernuleaus' Drama Henricus Octavus von 1624 vor, allerdings als Schmeichler.
Weiterhin war Bryan unter Zeitgenossen für seine Gedichte bekannt. Francis Meres nannte ihn „den Leidenschaftlichsten unter uns, die Verworrenheiten der Liebe zu beklagen und zu bedauern“. Michael Drayton benannte Bryan gemeinsam mit Surrey und Wyatt als einen der Autoren, die zur Anthologie Tottel's Miscellany Werke beigetragen hatten. Heutzutage ist allerdings nicht mehr sicher, welche Liebesgedichte von Bryan geschrieben wurden. Bekannt ist lediglich ein Gedicht moralischer Regeln und ethischer Ratschläge. 1548 veröffentlichte er zudem A Dispraise of the Life of a Courtier, seine Übersetzung eines Werkes von Antonio de Guevara. Dabei setzte er sich kritisch mit dem Hof auseinander, an dem ihm zufolge „ein Übermaß an Bosheit und Missfallen“ herrschte.
Die BBC-Serie The Six Wives of Henry VIII von 1970, in der sich jede Episode um eine Ehefrau dreht, lässt Bryan in der dritten Folge über Jane Seymour auftreten. Er wird von William Abney verkörpert.
In der dritten Staffel der Fernsehserie Die Tudors spielte Alan Van Sprang Francis Bryan. Der Charakter hat hier keinerlei Beziehung zu den Boleyns, da er erst nach deren Fall bei Hofe eingeführt wird. Zu seinen Affären gehört u. a. Edward Seymours zweite Ehefrau Anne Stanhope und er ist aktiv am Sturz Thomas Cromwells beteiligt.